# Ускатский
Ускатский — посёлок в Прокопьевском районе Кемеровской области. Входит в состав Терентьевского сельского поселения.

## География
Центральная часть населённого пункта расположена на высоте 232 метров над уровнем моря.

## Население
По данным Всероссийской переписи населения 2010 года, в посёлке Ускатский проживает 124 человека (58 мужчин, 66 женщин).